# Schlafphasensyndrom
Das Schlafphasensyndrom ist eine chronische Störung des zirkadianen Schlaf-Wach-Rhythmus (biologische Uhr), verglichen mit denen der allgemeinen Bevölkerung und sozialen Normen. Dabei unterscheidet man das verzögerte Schlafphasensyndrom, Delayed Sleep-Phase Syndrome (DSPS) bzw. Delayed Sleep-Phase Disorder (DSPD) und das vorverlagerte Schlafphasensyndrom, Advanced Sleep-Phase Syndrome (ASPS) bzw. Advanced Sleep-Phase Disorder (ASPD). Menschen, die ein DSPS aufweisen, neigen dazu, zu einem späteren als dem gesellschaftlich gewünschten Zeitpunkt einzuschlafen. Sie haben infolgedessen Schwierigkeiten damit, zu einem festgelegten Zeitpunkt aufzustehen, um pünktlich am Arbeitsplatz zu erscheinen, zur Schule zu gehen oder am gesellschaftlichen Leben teilzunehmen. Personen mit ASPS werden hingegen vergleichsweise früh müde, erwachen jedoch auch besonders zeitig und haben Schwierigkeiten erneut einzuschlafen. Diese Symptomatik ist verhältnismäßig selten.
Formell wurde DSPS zuerst von Elliot D. Weitzman (1929–1983) und einigen anderen am Montefiore Medical Center beschrieben. DSPS ist für 7–10 % aller Fälle von chronischen Schlafstörungen verantwortlich. Die beim DSPS vorliegenden Abweichungen im circadianen Rhythmus konnten einer Mutation auf einem Gen CRY1 zugeordnet werden, die bei den meisten Betroffenen für das Syndrom ursächlich ist. Das Gen CRY1 ist bedeutsam bei der Biosynthese der Cryptochrome. Die Mutation wird autosomal dominant vererbt. Da diese Abweichung von der Norm jedoch nur wenigen Ärzten bekannt ist, bleibt sie oft unbehandelt oder wird unangemessen behandelt.
Diese Syndrome gehören nach dem Klassifikationssystem für Schlafstörungen International Classification of Sleep Disorders (ICSD-2) zu den Zirkadianen Schlaf-Wach-Rhythmusstörungen.

## Verbreitung
Die Häufigkeit von DSPS in der Gesamtbevölkerung liegt bei etwa 7 bis 13 Betroffenen pro 10.000 Personen. Unter den chronischen Zirkadianen Schlaf-Wach-Rhythmusstörungen ist dieser Typ damit die häufigste Form. Bei Jugendlichen ist die Prävalenz erheblich höher und tritt in ausgeprägter Form vorübergehend bis etwa zum 21. Lebensjahr auf.
Die Form ASPS tritt in der Gesamtbevölkerung erheblich seltener auf, hauptsächlich sind Personen mittleren Alters betroffen. Bei dieser Einschätzung der Prävalenz kommt zum Tragen, dass ASPS potentiell seltener zu sozialen Konflikten führt und deshalb das Vorkommen unterschätzt wird.
Bei ADHS-Betroffenen kommt das verzögerte Schlafphasensyndrom laut einer Studie aus den Niederlanden zu 26 %, und damit besonders gehäuft, vor. Auch andere Studien weisen auf einen Zusammenhang hin.

## Symptome
Beim ASPS gehen Betroffene beispielsweise zwischen sechs und acht Uhr abends ins Bett, wachen früh morgens (bspw. 4 Uhr) auf und können nicht mehr einschlafen bzw. durchschlafen. Sie haben eine große Müdigkeit am Abend und leiden bei Arbeitsstellen, die eine Präsenz am Abend erfordern.
Von DSPS betroffene Personen klagen oft darüber, dass sie bis zum frühen Morgen nicht einschlafen können, auch wenn sie morgens zeitig aufgestanden sind. Anders als die meisten anderen Personen mit Schlafstörungen schlafen manche jeden Tag zur gleichen Zeit ein, egal wann sie zu Bett gehen. Wenn sie nicht noch zusätzlich eine andere Schlafstörung haben, können die Betroffenen gut schlafen und haben ein natürliches Bedürfnis nach Schlaf. Daher ist es für sie auch schwierig, früh morgens aufzustehen, da sie zu diesem Zeitpunkt erst wenige Stunden geschlafen haben. Wenn sie jedoch die Möglichkeit haben, ihrem eigenen Schlafplan folgend auszuschlafen, schlafen sie z. B. von 4 Uhr morgens bis Mittag 8 Stunden, wachen spontan auf und sind bis zu ihrer nächsten benötigten Ruhephase nicht wieder müde.
Die verlängerte Wachphase und regelmäßige Verzögerung des Beginns der Hauptschlafphase führen zu chronischem Schlafentzug mit einem kumulierenden Schlafdefizit, wenn die Betroffenen trotzdem immer zur selben Uhrzeit geweckt werden. Durch die darauf folgende Erschöpfung leidet der Betroffene an Depression, die jedoch sekundär ein Ergebnis aus seinem fortwährenden Kampf gegen die Erschöpfung ist oder eine Folge von Versagen bei der Arbeit oder in der Schule.
| „Typischer“ Zeitraum des Schlafens | Leicht verzögerter Zeitraum des Schlafens                                                                                               |
| --- | --- |
| | |
| Menschen mit einem normalen Schlaf-Wach-Rhythmus schlafen zu einer für sie passenden Uhrzeit (hier: 23 Uhr) ein und erwachen zu einer ebenfalls passenden Uhrzeit (hier: 7 Uhr) wieder. | Menschen mit DSPS schlafen zu einer deutlich späteren Uhrzeit (hier: 2 Uhr) ein und erwachen entsprechend später (hier: 10 Uhr) wieder. |

Fortschreitende Verschiebung der Hauptschlafphase bei einem Menschen mit einem endogenen circadianen Rhythmus von 26 Stunden:

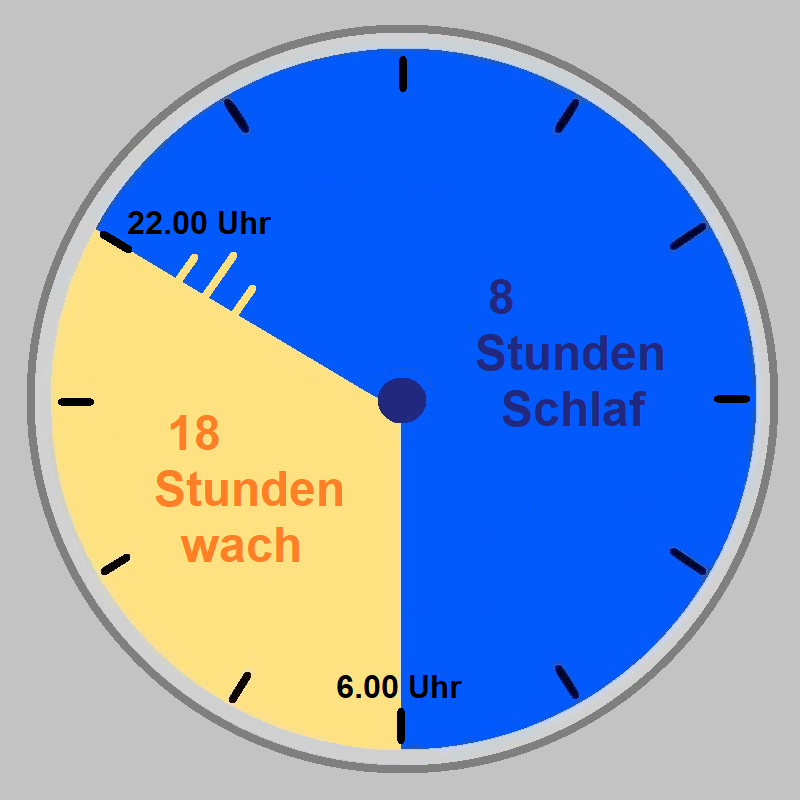
Einschlafen um 22.00 Uhr und erwachen nach normaler Schlafdauer um 6.00 Uhr morgens
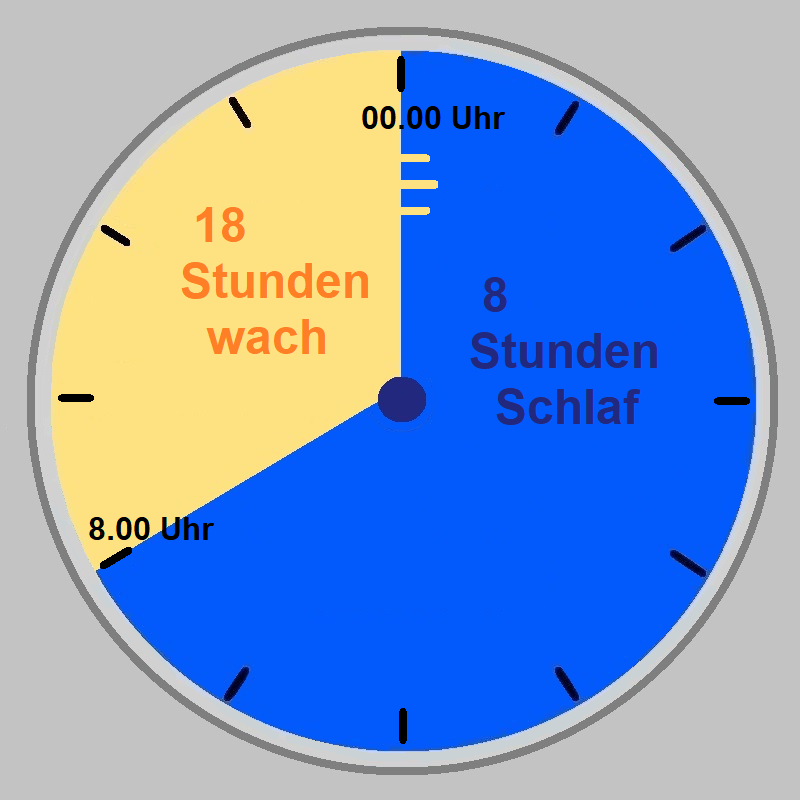
Einschlafen um 00.00 Uhr und erwachen nach normaler Schlafdauer um 8.00 Uhr morgens
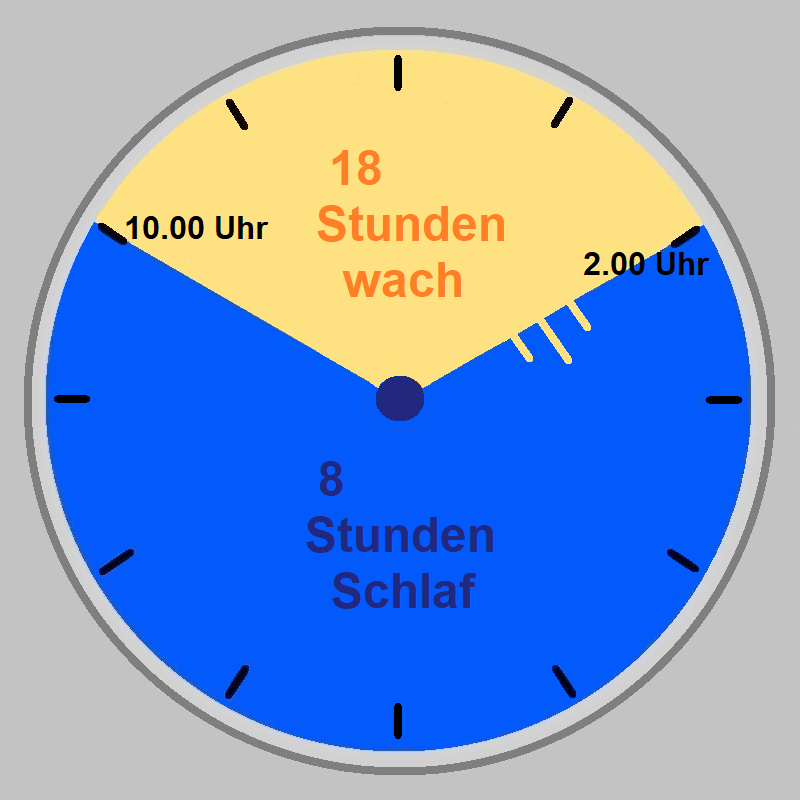
Einschlafen um 2.00 Uhr und erwachen nach normaler Schlafdauer 10.00 Uhr vormittags
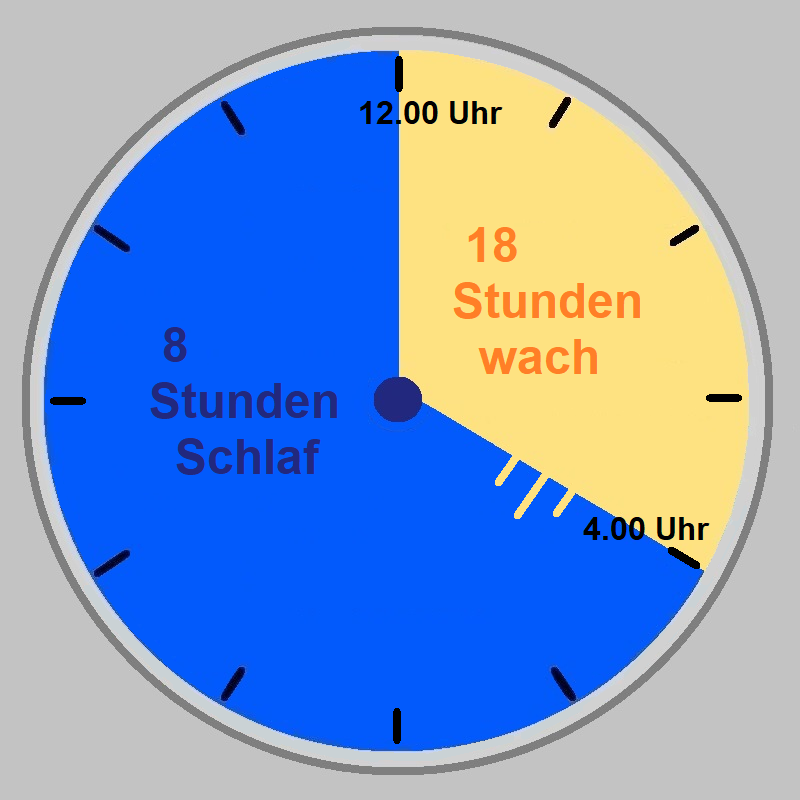
Einschlafen um 4.00 Uhr und erwachen nach normaler Schlafdauer 12.00 Uhr mittags
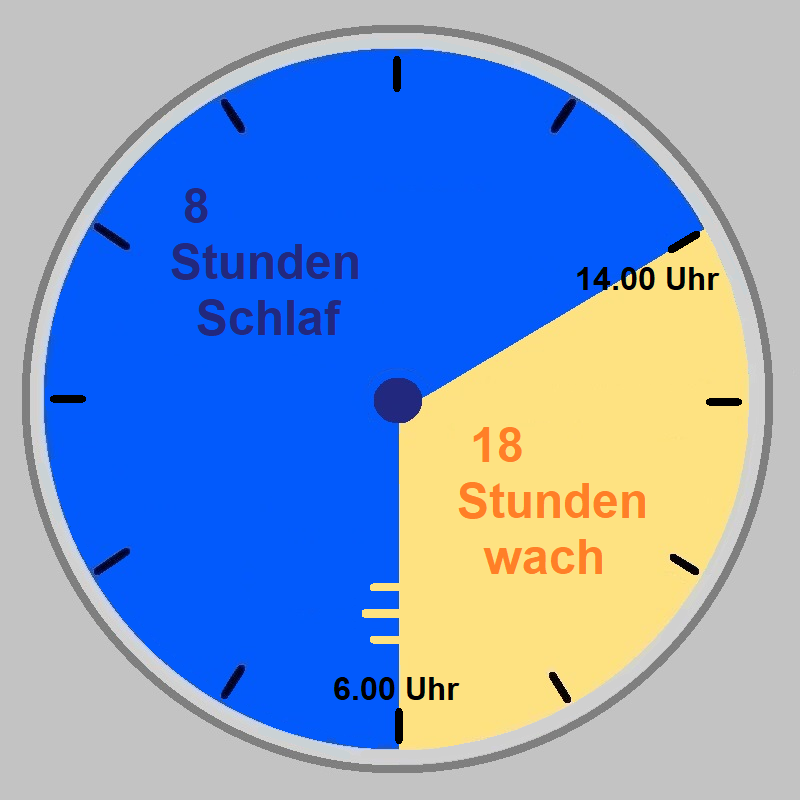
Einschlafen um 6.00 Uhr und erwachen nach normaler Schlafdauer 14.00 Uhr mittags
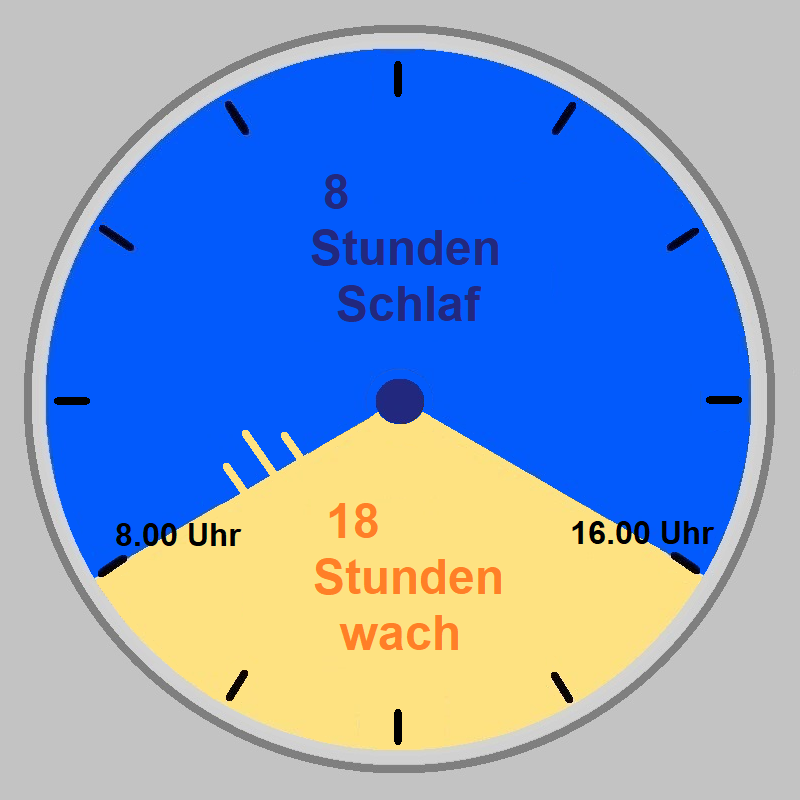
Einschlafen um 8.00 Uhr und erwachen nach normaler Schlafdauer 16.00 Uhr nachmittags

In einer Studie zeigte sich bei Menschen mit DSPS, die genötigt werden, sich dem 24-Stunden-Rhythmus anzupassen, eine höhere Prävalenz von Begleiterkrankungen und ein erhöhtes Risiko, früher zu sterben. Ursache für das erhöhte Krankheitsrisiko ist ein Missverhältnis zwischen der inneren physiologischen Uhr und von außen vorgegebenen Zeiten für berufliche und gesellschaftliche Aktivitäten.

## Diagnose
Zur Diagnose von DSPS wird zunächst ein Schlaftagebuch (Schlafprotokoll) eingesetzt. Der Betroffene notiert sich dabei über einen Zeitraum von mehreren Wochen hinweg Eckdaten zu seinem Schlaf: Wann er zu Bett geht, einschläft, aufwacht und aufsteht, und wie müde beziehungsweise wach er sich zu den Zeitpunkten des Zubettgehens und Aufstehens fühlt. Weiterhin, ob und welche Medikamente eingenommen werden, ob, wann und wie lange er während des Tages geschlafen hat beziehungsweise er während des Schlafes erwacht ist. Zur Ergänzung und Objektivierung bei der Erfassung der Schlaf-Wach-Zeiten kann die Aktigraphie eingesetzt werden.
Über die Polysomnographie können weitere Körperfunktionen überwacht und analysiert werden. Auch die kontinuierliche Messung der Körpertemperatur kann wichtige Hinweise geben. Sind die gewonnenen Daten im Vergleich zu Normalwerten um mindestens zwei Stunden nach hinten verschoben, so liegt DSPS vor.
Bei Menschen ohne Schlafphasensyndrom kann sich der Organismus mit seinem Schlaf-Wach-Rhythmus auf äußere Bedingungen wie vorgegebene Tag- und Nachtzeiten einstellen. Auch an die durch den Arbeitsplatz vorgegebenen Zeiten passt sich der Organismus durch Entwicklung eines entsprechenden eigenen Schlaf-Wach-Rhythmus an. Menschen, die täglich um 5 Uhr aufstehen müssen, schlafen um eine Uhrzeit ein, die für sie passend ist, zum Beispiel acht Stunden vorher um 21 Uhr. Menschen, die beispielsweise erst um 9 Uhr aufstehen müssen, gewöhnen sich daran, um 1 Uhr zu Bett zu gehen, sodass sie um 9 Uhr erwachen – meist auch ohne Wecker. Muss dieser Rhythmus geändert werden, zum Beispiel wegen Wechsel des Arbeitsplatzes und einer damit verbundenen geänderten Aufstehzeit oder aufgrund des Aufenthalts in einer anderen Zeitzone, so dauert es üblicherweise nur wenige Tage, bis der Schlaf-Wach-Rhythmus sich an die neuen Gegebenheiten angepasst hat. Im Falle des Zeitzonen-Wechsels spricht man bei der „Übergangszeit“ von einem Jetlag. 
Der Körper des Menschen stellt sich normalerweise auf einen 24-Stunden-Rhythmus ein, sodass man täglich etwa zur selben Zeit ermüdet und am nächsten Morgen zur selben Zeit erwacht. Verschieben sich diese Zeitpunkte ohne äußere Ursache täglich um eine gewisse Spanne, so liegt eine Nicht-24-Stunden-Schlaf-Wach-Störung („zirkadiane Schlaf-Wach-Rhythmusstörung, Typ freilaufender Rhythmus“, auch „hypernykthemerales Syndrom“, abgekürzt N24SWD oder Non-24) vor.
Damit man sicher von der Diagnose DSPS ausgehen kann, muss der „Jetlag-Zustand“, also das Einschlafen an einem späten Zeitpunkt und entsprechend späteres Erwachen, über einen Zeitraum von mindestens drei Monaten bestehen.

## Therapie
Die Therapiemöglichkeiten bei Patienten, die an DSPS leiden, können in zwei Gruppen eingeteilt werden. Eine Möglichkeit ist die Anpassung des Patienten an seine „innere Uhr“. Die zweite Gruppe konzentriert sich auf die Anpassung der inneren Uhr an einen von außen vorgegebenen Tagesrhythmus.
Möchte der Patient sich an sein DSPS anpassen, so kann er beispielsweise
- sich eine Arbeitsstelle suchen, die zum eigenen Schlaf-Wach-Rhythmus passt oder eine berufliche Beschäftigung mit freier Zeiteinteilung
- sein Defizit an Schlaf durch Schlafen am Tag ausgleichen

Diese Möglichkeiten sind keine Therapie im eigentlichen Sinne, helfen jedoch dabei, mit DSPS besser leben zu können.
Die zweite Gruppe an Therapiemöglichkeiten ändert den Schlaf-Wach-Rhythmus dahingehend, dass (überwiegend jedoch nur vorübergehend) normale Aufstehzeiten ermöglicht werden. Meist wird eine Kombination aus folgenden Punkten angewandt:
- Chronotherapie: Der Patient geht solange Tag für Tag jeweils drei Stunden später zu Bett, bis ein angemessener Zeitpunkt des Zubettgehens erreicht wurde. Dieser neue Zeitpunkt muss dann konsequent eingehalten werden. Dabei sollte beachtet werden, dass Chronotherapie eventuell zum hypernykthemeralen Syndrom, auch Nicht-24-Stunden-Schlaf-Wach-Rhythmus-Syndrom genannt, führen kann.[15] Dabei verlängert sich der natürliche Rhythmus auf mehr als 24 Stunden, mit der Auswirkung, dass Betroffene jeden Tag um einige Stunden später einschlafen, was das alltägliche Leben erheblich erschwert.
- Lichttherapie: In den frühen Morgenstunden wird der Patient mindestens zwei Stunden lang mindestens 2.500 lx starkem Licht als Zeitgeber ausgesetzt.[16]
- Schlafhygiene: Striktes Einhalten von Zubettgeh- und Aufsteh-Zeiten, Verbesserung der Schlafbedingungen, Verzicht auf Drogen wie Nikotin und Vermeidung von Blaulichteinwirkung vor der gewünschten Einschlafzeit (tageslichtweiße LEDs, Computerbildschirm).[17]

Anzumerken ist, dass die Maßnahmen zur Anpassung an einen vorgegebenen äußeren Rhythmus meist nur vorübergehend wirken. Die medikamentöse Behandlung z. B. mit Melatonin, Agomelatin oder Vitamin B12 wird derzeit erforscht.